# Aeroporto Municipal de Lexington
Aeroporto Municipal de Lexington (FAA LID: 4K3)      é um de uso público de propriedade privada aeroporto localizado a três milhas náuticas (6 km ) a noroeste do distrito central de negócios de Lexington, em Ray County, Missouri, Estados Unidos .  
O aeroporto está localizado ao sul de Henrietta, Missouri, e era o lar de uma instalação de paraquedismo há mais de 40 anos antes da nova operação. 

## Instalações e aeronaves
O Aeroporto Municipal de Lexington cobre uma área de 160 acre(s)s (65 ha)   a uma altitude de 211 m (691 pés) acima do nível médio do mar . Possui três pistas : 04-22 é 2.925 por 40   faixa de asfalto de pés (892 x 12 m) com a pista 04 a 47 ° e 22 a 247 °; 13-31 é um campo de grama medindo 3.100 por 125   pés (945 x 38 m); 18-36 também é grama e mede 2.250 por 125   pés (686 x 38 m). As marcações 04-22 estão bem desbotadas, enquanto as outras duas não estão marcadas. 04-22 tem luzes, LIRL 122.7 CTAF.  Este aeródromo não possui combustível para venda, apenas para operações DZ. 
No período de 12 meses encerrado em 5 de setembro de 2007, o aeroporto realizou 3.375 operações de aeronaves, uma média de 281 por mês: 89% da aviação geral, 9% militar e 2% de táxi aéreo . Naquela época, havia 7 aeronaves baseadas neste aeroporto, todas monomotoras .  

## Os Paraquedistas
O centro de treinamento de paraquedismo que estava aberto anteriormente neste aeroporto foi transferido para Stockton, MO e atualmente está negociando como The Dam Skydivers no Aeroporto Municipal de Stockton, ao lado de Stockton Lake, com uma aeronave Cessna 182. Os proprietários operam geralmente todo fim de semana em que o clima é cooperativo. 